# Citadela din Cairo

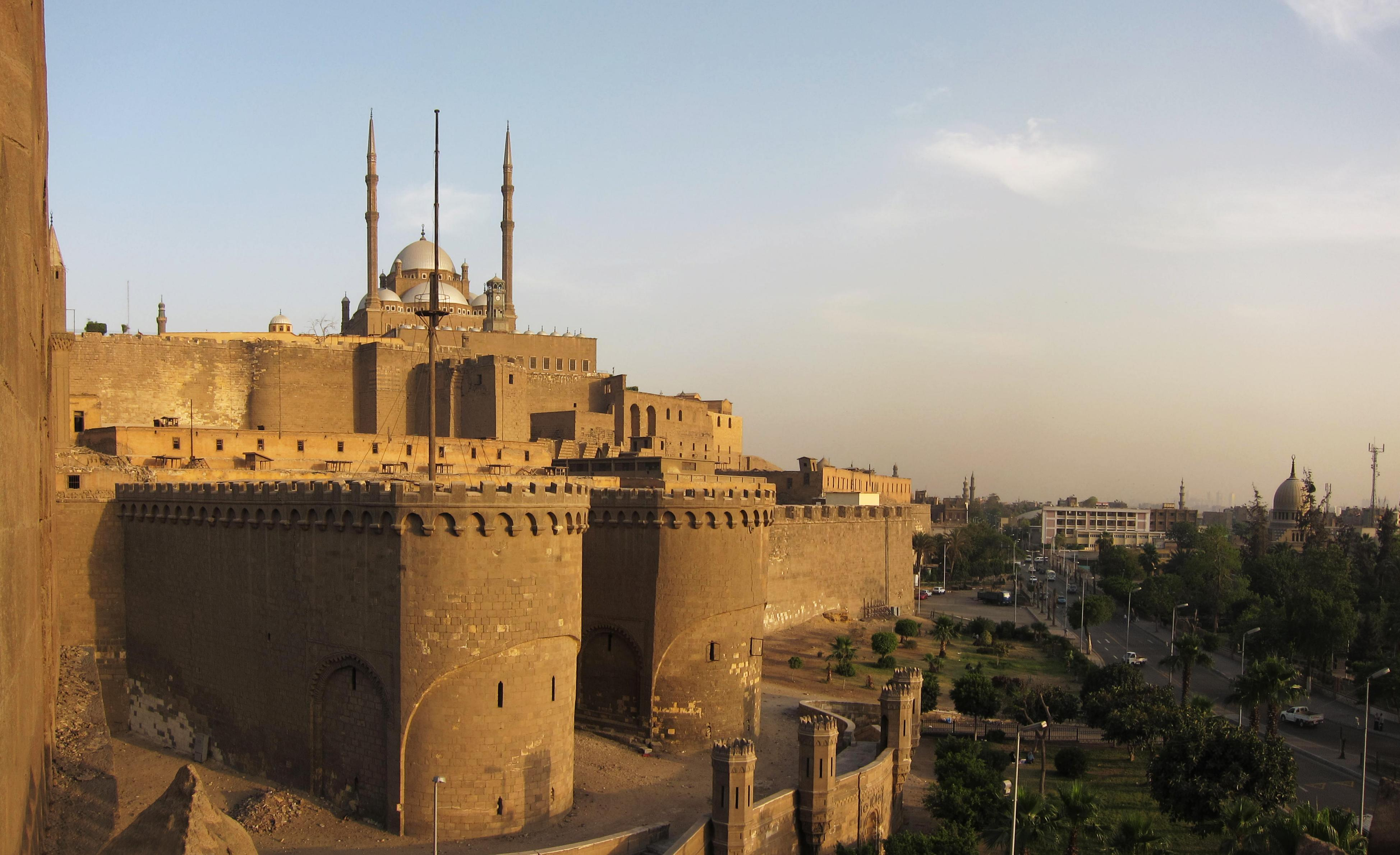
Citadela din Cairo; în fundal se vede Moscheea de Alabastru situată în incinta citadelei.

Citadela din Cairo este o fortificație islamică medievală din Cairo, Egipt. A fost ridicată pe colina Mokattam din centrul orașului, fiind faimoasă pentru priveliștea sa. Astăzi este un sit istoric ce cuprinde multe muzee și moschei.

## Istorie
Citadela din Cairo a fost construită între anii 1176-1183 de către sultanul ayyubid Saladin pentru a proteja orașul de cruciați. Citadela cuprindea un palat regal, multe turnuri de apărare și un zid gros ce înconjura orașul. Pentru alimentarea cu apă a Citadelei, Saladin a construit numeroase apeducte.
În anul 1318, sultanul mameluc Nasir extinde Citadela și construiește în încinta ei o moschee ce îi poartă numele. În anul 1335, Citadela a fost din nou extinsă, iar palatul regal a fost reconstruit. 
În secolul al XVI-lea, Egiptul a fost cucerit de Imperiul Otoman, iar sultanul mameluc a fost înlocuit cu un guvernator loial sultanului de la Istanbul. Din acel moment și până în secolul al XIX-lea, Citadela din Cairo a devenit reședința guvernatorului egiptean. 
Între anii 1830-1848, guvernatorul Muhammad Ali a construit în Citadelă o mare moschee pe ruinele vechiului palat regal al mamelucilor, și anume Moscheea de Alabastru, în memoria fiului său mort în anul 1816. De asemenea, în Citadelă mai există și alte moschei, cum ar fi Moscheea lui Suleyman Pașa, construită în secolul al XVI-lea.